# Electronic Service Guide
Guia electrònica de serveis o ESG (sigles en anglès de electronic service guide) és una de les múltiples prestacions que ofereix avui en dia un sistema de radiodifusió però, en aquest cas, enfocat per a terminals mòbils. Hi trobem informació dels serveis disponibles en cada moment. A través d'aquesta informació l'usuari pot seleccionar els serveis multimèdia que desitgi veure abans de comprar-los i després, emmagatzemar-los en el seu terminal. En una ESG, a més, podem realitzar una recerca exhaustiva seleccionant diferents temàtiques: esports, sèries, pel·lícules, informatius, jocs, ràdio, videoclips. O fins i tot quan es tracta d'un capítol d'una sèrie, ens en mostra una sinopsi.

## Com funciona
Les operacions de la ESG, tenen lloc després que el receptor DVB-H hagi començat a estar en funcionament. Llavors, el mòbil se sincronitza amb un Transport Stream, el qual porta els serveis IPDC. A través de la informació mostrada a la ESG, mitjançant una aplicació, l'usuari podrà seleccionar el servei que desitgi.
La ESG també proporciona informació al terminal perquè es connecti a un IP Stream encapsulat en el Transport Stream del DVB-H.
Les operacions de l'ESG es desglossen en tres operacions principals:
- ESG bootstrap Arxivat 2006-08-28 a Wayback Machine.: són les operacions a través del qual la terminal sap que ESGs estan disponibles i com adquirir-les.
- ESG acquisition Arxivat 2006-08-28 a Wayback Machine.: són les operacions a través del qual el terminal recull i processa la informació de la ESG per primera vegada o després d'un llarg temps sense necessitat de connectar-se.
- ESG update Arxivat 2006-08-28 a Wayback Machine.: és l'operació a través del qual el terminal actualitza la informació de la ESG emmagatzemada al terminal amb les últimes versions.

Una vegada que el terminal s'ha connectat a un Transport Stream del DVB-H vàlid, que ofereixi serveis IPDC en una plataforma IP, aquest rebrà de les taules MPEG-PSI, la ubicació (PID) on està localitzada l'adreça IP coneguda. A partir de la informació de la ESG bootstrap, el terminal pot calcular quantes ESG estan disponibles en aquesta IP i quines són les ESG rellevants per al consum i la informació necessària per configurar la sessió de la ESG seleccionada.
Una vegada que el terminal situat a l'IP Stream de l'ESG seleccionat, es pot iniciar la sessió de lliurament d'arxius al terminal i el processament de la ESG. A continuació, el terminal pot començar a rebre la informació de l'ESG.

## Arquitectura de la xarxa
Com es mostra en la imatge inferior, els serveis avançats requereixen ser tractats; al costat de la xarxa, un servidor de ESG específic, que edita i lliura metadades
i, pel costat del terminal, un motor de ESG específic que recull i interpreta les metadades.
Publicació d'anuncis
La publicació d'anuncis és proporcionada per una companyia de publicitat mòbil. Generalment s'utilitza un servidor per posar en pràctica la campanya de publicitat pel que fa a paràmetres de destinació diferents, com ara la programació de temps, el gènere de programes o canals, la tipologia dels grups d'usuaris, etc.
Agregació del ESG
Els anuncis i les seves metadades associats s'insereixen en una eina d'agregació de la ESG en què es fusiona amb les dades de la ESG que descriuen el contingut. Més específicament, un servidor s'utilitza per importar, afegir, transformar, validar i enriquir la localització de la ESG amb aquests anuncis. Aquest pas tan important permet associar els anuncis a una millor ubicació en la ESG, sobre la base d'alguns algorismes de correspondència. La resultant ESG, la combinació de continguts estretament unida i anuncis, es transfereix a les xarxes de lliurament. El procés de divisió entre les xarxes broadcast i unicast és un dels elements clau de tot el sistema, ja que permet administrar l'amplada de banda, les càrregues dels servidors i, finalment, l'experiència general l'usuari final. Ha d'estar acuradament organitzat per assegurar la coherència i la sincronització de les dades a través de les diferents xarxes.
Lliurament del ESG
El servidor de transmissió ESG publica ESGs, fragmenta, codifica i comprimeix les metadades XML, i finalment gestiona l'optimització de l'amplada de banda i actualitzacions de la ESG. Aquest procés de broadcast de la ESG assegura que els anuncis nacionals, regionals i contextuals es lliurin.
Paral·lelament a aquest procés, la ESG es lliura a un únic usuari final per proporcionar anuncis personalitzats, si és necessari. Aquest canal de retorn és unicast i pot ser de 2,5 G (EDGE), 3G (UMTS), 3.5 G (HSDPA), etc.
El servidor unicast del ESG assegura el lliurament de diversos tipus d'anuncis interactius i assegura la coherència amb les dades enviades a través de la xarxa de difusió.
Motor de ESG
Aquest motor de ESG és capaç de tractar ESGs amb les consultes de les xarxes broadcast i unicast; mostra aquests anuncis interactius quan és necessari, i finalment mostra per la pantalla del dispositiu diversos tipus d'anuncis. Gràcies a la intel·ligent gestió de les metadades, el motor de ESG és capaç d'oferir anuncis a la interfície gràfica de l'usuari en el moment oportú i en el context adequat.

## Continguts
- Informació extreta de l'article d'IPDC.

- Grup de Serveis: Agrupa els canals, de manera opcional, amb una característica comuna, per exemple canals als que podrem accedir una vegada pagada la seva tarifa.
- Servei: Conté informació escrita i fins i tot visual del tipus de servei, tipus de programa o de dades que s'ofereixen i que es poden adquirir.
- Horari: Indica l'inici i el final del programa en el cas de streaming de vídeo. Si es tracta de dades multimèdia, com cançons, indica quant es triga a tenir-la disponible al receptor.
- Contingut: Conté una explicació escrita i visual del programa que s'està emetent o emetrà.
- Adquisició: Informació necessària per adquirir les dades del servei, identifica els paquets que corresponen al mateix programa.
- Pagament: Especificacions que el receptor necessita per pagar el preu d'un servei o grup de serveis determinat.
- Canal de pagament: Informació dels serveis oferts en aquesta modalitat.